# Kiskőrös
Kiskőrös – miasto w południowych Węgrzech, w komitacie Bács-Kiskun, na Wielkiej Nizinie Węgierskiej. Liczy prawie 14,3 tys. mieszkańców (I 2011).
W mieście tym 1 stycznia 1823 urodził się Sándor Petőfi.

## Miasta partnerskie
- Marghita, Rumunia
- Krimpen, Holandia
- Liptowski Mikułasz, Słowacja
- Tarnów, Polska
- Stadtlengsfeld, Niemcy